# Villenoy
Villenoy es una comuna francesa situada en el departamento de Sena y Marne, en la región de Isla de Francia.

## Demografía
| 1756 | 1860 | 1895 | 2423 | 2719 | 3542 | 4941 |
| Para los censos de 1962 a 1999 la población legal corresponde a la población sin duplicidades (Fuente: INSEE [Consultar]) |      |      |      |      |      |      |